# Magasinet Novell
Magasinet Novell var en svensk musiktidning. Den kom ut med sitt första nummer i maj 2008 och det sista i mars 2013.
Tidningens koncept skilde sig från traditionella musiktidningars. Istället för att tipsa om skivor och aktuella artister fokuserade man på att berätta historier och se på musikvärlden från nya perspektiv. Större delen av innehållet bestod av långa, berättande reportage.
Journalister som satt i redaktionen för Novell var bland andra Kim Nordberg, Adam Svanell, David Hylander, Maggie Strömberg, Frida Färlin, Niklas Alicki och Märta Myrstener.
I oktober 2008 utsågs Novells chefredaktör Anton Gustavsson till "Årets medierookie" av Sveriges Tidskrifter. I december samma år instiftade tidningen sitt eget musikpris, Novellpriset, som delades ut dagen innan Nobelpriset för utmärkt berättande i låttexter. Priset delades ut tre gånger, till Annika Norlin, Alexis Weak och Johan Duncanson.